# Jean-Paul Martin du Gard
Jean-Paul Martin du Gard (* 3. Mai 1927 in Paris; † 26. Februar 2017 ebenda) war ein französischer Leichtathlet. 
1950 bei den Europameisterschaften in Brüssel lief die  französische Mannschaft in der 4-mal-400-Meter-Staffel mit René Leroux, Francis Schewetta, Jean-Paul Martin du Gard und Jacques Lunis mit 3:11,6 Minuten französischen Rekord, wurde aber hinter den Briten, Italienern und Schweden nur Vierte.
Bei den Olympischen Spielen 1952 in Helsinki belegten Jean-Pierre Goudeau, Robert Bart, Jacques Degats und Martin du Gard in 3:10,1 Minuten den sechsten Platz.
1954 bei den Europameisterschaften in Bern lief Martin du Gard im Halbfinale des 400-Meter-Laufs 48,2 Sekunden und verpasste knapp den Finaleinzug. Die französische Stafette in der Besetzung Pierre Haarhoff, Degats, Martin du Gard und Goudeau gewann mit neuem Landesrekord von 3:08,7 Minuten Gold mit knappem Vorsprung vor der Stafette aus der Bundesrepublik Deutschland.
Bei den Olympischen Spielen 1956 in Melbourne schied Martin du Gard mit 48,2 Sekunden im Viertelfinale über 400 Meter aus. Die Stafette in der Besetzung der Europameisterschaften 1954 konnte sich nicht für das Finale qualifizieren.